# ヒューマン・ルネッサンス
ヒューマン・ルネッサンス (Human Renascence) は、ザ・タイガースのアルバム。

## 概要
ザ・タイガース通算3作目。加橋かつみ在籍時最後のアルバムでもある。また、それまでタイガースのアルバム／シングルに収録された楽曲は基本的に外部の作家によって書かれていたが、このアルバムではバンドのメンバーである加橋かつみと森本太郎が各一曲ずつ書いている。特に森本による「青い鳥」はシングルのA面に起用された（ただし本アルバムとは別テイク）。
本LPを制作するきっかけとしては、ザ・タイガースのメンバーが1968年6月22日放送のテレビ番組『木島則夫ハプニングショー』に生出演した際、司会者の木島則夫が一方的な立場で議論したことに反発したことが挙げられる。「平和を愛する」という思想に基づいて制作され、コンセプトは『旧約聖書』。このコンセプトは、村井邦彦と山上路夫がザ・タイガースのところに持ち込んだものという。
初期LP盤のナンバーはSMP-1420。1990年に『ザ・タイガース / PERFECT CD BOX』(10枚組）の一枚としてCD化(POCH-1054)。1992年には単独作品としてCD化(POCH-1233)され、さらに2002年にはオリジナル・ジャケットを復刻した形でCD化されている(UPCH-9018)。スタッフのクレジットは作詞／作曲家のみで、レコーディング・スタッフや編曲者、伴奏のオーケストラ、ジャケット担当などは記載がない。
このLPは商業的に成功し、20万枚近くを売り上げたともされる。「忘れかけた子守唄」は森山良子がカバーし「カレッジ・フォーク・アルバム」（1969年）に収録されている。

## 収録曲
サイド1
1. 光ある世界 The glorious world[2] - 3:13[7] （作詞:なかにし礼／作曲:すぎやまこういち）
2. 生命のカンタータ Hymy for the birth - 2:20 （作詞:山上路夫／作曲:村井邦彦）
3. 730日目の朝 The 730th morning - 2:42 （作詞・作曲:加橋かつみ）
4. 青い鳥 The blue bird - 3:46（作詞・作曲:森本太郎）
5. 緑の丘 Green hill - 3:07 （作詞:山上路夫／作曲:村井邦彦）
6. リラの祭り Flower festival - 2:52 （作詞:なかにし礼／作曲:すぎやまこういち）

サイド2
1. 帆のない小舟 The boat without sail - 2:37 （作詞:なかにし礼／作曲:すぎやまこういち）
2. 朝に別れのほほえみを Morning smile for good-bye - 2:53 （作詞:山上路夫／作曲:村井邦彦）
3. 忘れかけた子守唄 Lullaby for the lost son - 2:55 （作詞:なかにし礼／作曲:すぎやまこういち）
4. 雨のレクイエム Endless rain - 3:17 （作詞:なかにし礼／作曲:すぎやまこういち）
5. 割れた地球 The broken earth - 3:33 （作詞:山上路夫／作曲:村井邦彦）
6. 廃墟の鳩 A white dove - 3:28 （作詞:山上路夫／作曲:村井邦彦）

## メンバー
- 沢田研二
- 加橋かつみ
- 森本太郎
- 岸部修三（おさみ）
- 瞳みのる